# Silver Shadows and Golden Dreams
Silver Shadows and Golden Dreams ist ein Lied aus dem Soundtrack des Eiskunstlauf-Musicals Belita tanzt (Lady, Let’s Dance) aus dem Jahr 1944 mit der britischen Eiskunstläuferin, Tänzerin und Schauspielerin Belita, die das Lied zusammen mit James Ellison vorträgt. Komponiert wurde der Song von Lew Pollack, getextet von Charles Newman. Er beginnt mit den Worten: This is the Night we've always planned …

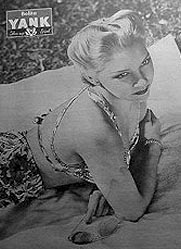
Belita auf dem Cover der Army-Zeitschrift Yank 1944

## Auszeichnung/Nominierung
1945 waren Lew Pollack und Charles Newman mit Silver Shadows and Golden Dreams in der Kategorie „Bester Song“ für einen Oscar nominiert. Die Auszeichnung ging jedoch an Jimmy Van Heusen und Johnny Burke für ihr Lied Swinging on a Star aus dem Filmdrama  Der Weg zum Glück (Going My Way).